# Mycale tenuityla
Mycale tenuityla är en svampdjursart som först beskrevs av Gustavo Pulitzer-Finali 1982.  Mycale tenuityla ingår i släktet Mycale och familjen Mycalidae. Inga underarter finns listade i Catalogue of Life.